# Sandra Dodet
Sandra Dodet, née le 23 août 1996, est une triathlète française.

## Biographie
Sandra Dodet est sacrée championne du monde de relais mixte juniors-U23 lors des championnats du monde de triathlon 2018 à Gold Coast.
Elle est médaillée d'argent en individuel et médaillée d'or en relais mixte aux championnats d'Europe de triathlon 2019 à Weert. Cette année-là, elle termine troisième de la finale du Grand Prix de triathlon.
Elle est remplaçante de l'équipe de France de triathlon aux Jeux olympiques d'été de 2020 à Tokyo.

## Palmarès
Le tableau suivant présente les résultats les plus significatifs (podium) obtenus sur le circuit international de triathlon depuis 2018.
| Année | Compétition                          | Pays         | Position           |
| ----- | ------------------------------------ | ------------ | ------------------ |
| 2024  | Championnat d'Europe XS de Balikesir | Turquie      | Médaille d'or      |
| 2024  | Coupe d'Europe : Cork                | Irlande      | Médaille d'or      |
| 2024  | Grand Prix de Quiberon               | France       | Médaille d'or      |
| 2023  | Grand Prix de Fréjus                 | France       | Médaille d'or      |
| 2022  | Coupe du monde : Arzachena           | Italie       | Médaille d'or      |
| 2022  | Grand Prix de Fréjus                 | France       | Médaille d'or      |
| 2022  | Coupe du Monde de Vina del Mar       | Chili        | Médaille d'or      |
| 2021  | Coupe du monde : Tongyeong           | Corée du Sud | Médaille de bronze |
| 2021  | Championnat de France                | France       | Médaille d'argent  |
| 2019  | Coupe du monde : Tongyeong           | Corée du Sud | Médaille d'or      |
| 2019  | Championnat de France                | France       | Médaille d'argent  |
| 2019  | Coupe du monde : Madrid              | Espagne      | Médaille d'argent  |
| 2018  | Coupe du monde : Tongyeong           | Corée du Sud | Médaille d'argent  |
| 2018  | Coupe du monde : Astana              | Kazakhstan   | Médaille d'or      |